# Río Guayllabamba
Der Río Guayllabamba (auf Kichwa: Wayllapampa) ist ein 200 km langer Fluss in der ecuadorianischen Andenregion, er gehört zum Einzugsgebiet des Río Esmeraldas.

## Name
Das Kichwa-Wort Wayllapampa bedeutet „grüne Ebene“. Nach dem Río Guayllabamba wurde auch das Guayllabamba-Becken benannt, in dem die Hauptstadt Quito liegt. Den Namen des Flusses trägt auch der Ort Guayllabamba, dieser liegt etwa 30 Kilometer östlich von Quito.

## Verlauf
Der Río Guayllabamba entsteht 5 km südwestlich vom Flughafen Quito am Zusammenfluss von Río Chiche und Río San Pedro.
Das System des Río Guayllabamba bildet das wichtigste Flusssystem der Provinz Pichincha. Als Hauptstrom gilt zunächst der Río San Pedro, dem zahlreiche weitere Flüsse zufließen, darunter der Pita und der Río Machángara. Der Río San Pedro bzw. Río Guayllabamba fließt ca. 150 Kilometer weitgehend von Süden nach Norden durch das Tal von Machachi und das Guayllabamba-Becken, bevor er circa 40 Kilometer nördlich von Quito die Cordillera Occidental, die Westkordillere der Anden in Ecuador, durchbricht und anschließend Richtung Westen die Anden hinunterfließt. 16 km nordnordöstlich von Rosa Zárate (Quinindé) fließt er mit dem Río Blanco zusammen und bildet den Río Esmeraldas, der bei Esmeraldas in den Pazifik mündet.

### Oberlauf
Der Río Guayllabamba entspringt als San Pedro in mehr als 3000 Metern Höhe am südwestlichen Rand des Guayllabamba-Beckens südlich von Machachi (im Kirchspiel Chaupi, etwa 65 km südlich von Quito) und fließt von dort Richtung Nordosten durch das Tal von Machachi.
Seine Wasser stammen von den Vulkanen Illiniza, Corazón, La Viudita, Atacazo sowie den Westflanken von Rumiñahui und Pasochoa. Durch eine Engstelle zwischen den Vulkanen Pasochoa und Atacazo fließt der San Pedro in das Valle de los Chillos (Chillos-Tal). . Hier fließt er unter anderem an den Orten Sangolquí und Conocoto vorbei, bevor ihm in der Nähe des am östlichen Rand des Guayllabamba-Beckens auf Höhe Quitos liegenden Vulkans Ilaló auch der Fluss Pita zufließt.

### Mittellauf
Nach dem Zusammenfluss mit dem Pita fließt der San Pedro am östlichen Rand des Beckens weiter Richtung Norden durch die Täler von Cumbayá und Tumbaco nordöstlich von Quito, wobei ihm die Flüsse Río Machángara (von Westen mit Wassern des Pichincha) und Río Chinche (von Osten mit Wässern kleinerer Vulkane aus der Ostgrenze des Guayllabamba-Beckens) zufließen. Später kommen noch weitere Flüsse wie der Guambi und der Iguiñaro hinzu.
Nördlich des Ortes Guayllabamba (zugleich nordöstlich von Quito) fließt dem Fluss der Pisque zu. Ab dem Zufluss des Pisque spricht man vom eigentlichen Guayllabamba. Dieser bildet nun einen seit dem Zufluss des Guambi sich stetig verengenden Canyon in den Anden. Von Westen und Osten fließen ihm weitere Flüsse zu, darunter der auch den Norden der Hauptstadt Quitos durchfließende Monjas. Wegen des hohen Gefälles entwickelt sich der Guayllabamba hier zum reißenden Strom. Am nordwestlichen Rand des Beckens durchbricht der Guayllabamba bei Perucho die westliche Kordillere der Anden zwischen den Ausläufern der Vulkane Pululagua und Mojanda.

### Unterlauf
Von hier fließt er Richtung Westen die Andenabhänge hinunter durch ein wenig besiedeltes, dicht bewachsenes Gebiet in den Provinzen Imbabura und Esmeraldas. Ihm fließen noch verschiedene weitere Flüsse zu, darunter der Pachijal und der Llurimaguas. Bei Rosa Zárate (Quinindé) vereint er sich mit dem von Südosten kommenden Río Blanco zum Río Esmeraldas.

## Wasserkraftnutzung
Bei Flusskilometer 90 befindet sich das Wasserkraftwerk Manduriacu (⊙). Der Fluss wird an dieser Stelle durch einen Staudamm etwa 4 km aufgestaut. Die 2015 fertiggestellte Anlage besitzt eine installierte Leistung von 60 MW. 

## Wichtige Zuflüsse

### Pita
Der Pita entspringt am Cotopaxi südöstlich von Quito unter dem Namen Pedregal. Von hier fließt er gen Norden, wo den Wässern des Cotopaxi diejenigen der Vulkane Sincholagua und Rumiñahui zufließen. Am Fuß des Vulkans Pasochoa vereinen sich der Pedregal und der am Pasochoa entspringende Fluss Pita, dessen Name der entstehende Fluss erhält. Der Pita fließt von hier nach Norden durch das Valle de los Chillos bis zu seiner Mündung in den San Pedro am Fuß des Ilaló.

### Río Pisque
Der Río Pisque entsteht im Nordosten des Guayllabamba-Beckens zwischen den Vulkanen Fuya-Fuya im Norden und Cayambe im Süden (in der Nähe des auf 3097 m Höhe gelegenen Ortes Olmedo). Der Río Pisque entsteht aus dem Granobles bzw. dem Guachalá und bildet mit seinen Quellflüssen das „Tal von Cayambe“, in dem sich die Stadt Cayambe befindet.